# Костромской район
Костромско́й райо́н — административно-территориальная единица (район) и муниципальное образование (муниципальный район) на западе Костромской области России.
Административный центр — город Кострома (в состав района не входит).

## География
Костромской район является, по сути, пригородной зоной Костромы, так как расположен вокруг областного центра в западной части области и граничит на западе с Любимским, Даниловским и Некрасовским районами Ярославской области, на севере — с Буйским, на востоке — с Сусанинским, Судиславским, Красносельским, на юге — с Нерехтским районами Костромской области. Расстояние до Москвы составляет 365 км.
Лесной массив занимает 47 % территории района, 11 % — водное пространство. Значительную часть гидрографической сети составляет Костромское водохранилище (залив Горьковского водохранилища), а также реки Волга и Кострома. В районе протекают и малые реки, как Кубань, Меза, Шача, Андоба, Сущевка, Сендега. Почвы на территории района дерново-подзолистые, по механическому составу — легкие и средние суглинки.
Костромской район находится в зоне умеренно-континентального климата с холодной, продолжительной, снежной зимой и сравнительно коротким, теплым летом. Относится к южному агроклиматическому району Костромской области. Среднегодовое количество осадков 550 мм рт. ст.
По природным условиям территория Костромского района относится к таежно-лесной зоне, к подзоне южной тайги. В породном составе лесов преобладают ольха, берёза, сосна, ель, ива, черёмуха.
Климатические условия и особенности геологического строения района определяют богатство подземными водами. В удалённых населенных пунктах ещё сохранились родники. Некоторые объекты подземных вод объявлены в настоящее время памятниками природы. В местах выхода минеральных вод созданы курортные и лечебно-оздоровительные зоны: санатории «Колос», «Волга».
Площадь района — 2032,38 км².

## История
8 октября 1928 года ВЦИК принял постановление «О районировании Костромской губернии». В состав созданного Костромского района из упразднённого Костромского уезда вошли: Шунгентская, Башутинская, Ильинская, Мисковская и Бычихинская волости полностью; из Андреевской волости — Сандогорский и Фоминский сельсоветы; из Шишкинской волости — Бедринский сельсовет; из Гридинской волости — Давыдовский, Минский, Мусульманский, Першутинский, Сумароковский и Боровиковский сельсоветы; из Белореченской волости — Ряполовский сельсовет. В 1929 году Костромской район вошёл в состав Костромского округа Ивановской промышленной области. После ликвидации в 1930 году Костромского округа Кострома была выделена в самостоятельную административно-хозяйственную единицу. 1 января 1932 года постановлением ВЦИК «Об изменениях в административно-территориальном делении Ивановской промышленной области» Костромской район был ликвидирован. Сельсоветы, входившие в состав района, были присоединены к городу Костроме и переданы в Красносельский, Любимский, Молвитинский и Судиславский районы. 10 февраля 1935 года район был вновь образован. В 1936 году район вошёл в состав Ярославской области. В 1944 году Костромской район вошёл во вновь образованную Костромскую область.
В соответствии с Законом Костромской области от 30 декабря 2004 года № 237-ЗКО район наделён статусом муниципального района, установлены границы муниципального образования. На территории района образованы 14 муниципальных образований (сельских поселений).
В соответствии с Законом Костромской области от 28 декабря 2012 года № 324-5-ЗКО в состав Кузнецовского сельского поселения включено упразднённое Котовское сельское поселение.
В соответствии с Законом Костромской области от 9 февраля 2007 года № 112-4-ЗКО Костромской район как административно-территориальная единица области также сохраняет свой статус.
Сейчас активно развивается жилищное строительство, строятся новые дома в поселках Сухоногово, Зарубино, Ильинское. Одновременно развивается социальная сфера — возводятся детские сады, школы, амбулатории.

## Население
| 2002    | 2008    | 2009    | 2010    | 2011    | 2012    | 2013    | 2014    | 2015    |
| ------- | ------- | ------- | ------- | ------- | ------- | ------- | ------- | ------- |
| 43 904  | ↗45 258 | ↘44 370 | ↗44 524 | ↘44 498 | ↗45 255 | ↗46 091 | ↗47 114 | ↗47 290 |
| 2016    | 2017    | 2018    | 2019    | 2020    | 2021    |         |         |         |
| ↗47 829 | ↘47 334 | ↘47 057 | ↗47 093 | ↗47 175 | ↘42 407 |         |         |         |

### Национальный состав
По итогам переписи населения 2020 года проживали следующие национальности (национальности менее 0,1 % и другое, см. в сноске к строке «Другие»):
| Национальность | Численность, чел. | Доля     |
| -------------- | ----------------- | -------- |
| Русские        | 37 983            | 89,57 %  |
| Украинцы       | 225               | 0,53 %   |
| Таджики        | 212               | 0,50 %   |
| Армяне         | 134               | 0,32 %   |
| Киргизы        | 113               | 0,27 %   |
| Цыгане         | 105               | 0,25 %   |
| Татары         | 86                | 0,20 %   |
| Узбеки         | 78                | 0,18 %   |
| Туркмены       | 60                | 0,14 %   |
| Белорусы       | 52                | 0,12 %   |
| Азербайджанцы  | 52                | 0,12 %   |
| Другие         | 3307              | 7,80 %   |
| Итого          | 42 407            | 100,00 % |

## Административное деление
Костромской район как административно-территориальная единица включает 13 поселений.
В Костромской район как муниципальный район входят 13 сельских поселений:
| №  | Поселение                         | Административный центр | Количество населённых пунктов | Население | Площадь, км2 |
| -- | --------------------------------- | ---------------------- | ----------------------------- | --------- | ------------ |
| 1  | Апраксинское сельское поселение   | посёлок Апраксино      | 21                            | ↗1815     | 51,11        |
| 2  | Бакшеевское сельское поселение    | посёлок Зарубино       | 36                            | ↘5076     | 203,80       |
| 3  | Караваевское сельское поселение   | посёлок Караваево      | 6                             | ↘7007     | 28,58        |
| 4  | Кузнецовское сельское поселение   | село Кузнецово         | 54                            | ↘1681     | 236,12       |
| 5  | Кузьмищенское сельское поселение  | деревня Кузьмищи       | 16                            | ↘1068     | 101,56       |
| 6  | Минское сельское поселение        | село Минское           | 19                            | ↘2644     | 55,34        |
| 7  | Никольское сельское поселение     | посёлок Никольское     | 27                            | ↘6913     | 128,75       |
| 8  | Самсоновское сельское поселение   | село Ильинское         | 18                            | ↗2223     | 131,89       |
| 9  | Сандогорское сельское поселение   | село Сандогора         | 18                            | ↘1117     | 505,00       |
| 10 | Середняковское сельское поселение | деревня Середняя       | 7                             | ↗1717     | 25,85        |
| 11 | Сущёвское сельское поселение      | село Сущёво            | 14                            | ↘3769     | 105,00       |
| 12 | Чернопенское сельское поселение   | посёлок Сухоногово     | 25                            | ↘1946     | 94,99        |
| 13 | Шунгенское сельское поселение     | село Шунга             | 18                            | ↘5431     | 364,38       |

## Населённые пункты
В Костромском районе 279 населённых пунктов.
| №   | Населённый пункт  | Тип                     | Население | Поселение                         |
| --- | ----------------- | ----------------------- | --------- | --------------------------------- |
| 1   | 1-е Мая           | хутор                   | ↗380      | Самсоновское сельское поселение   |
| 2   | Абабково          | деревня                 | ↗1        | Кузнецовское сельское поселение   |
| 3   | Абабурово         | деревня                 | ↗60       | Сущёвское сельское поселение      |
| 4   | Абросьево         | деревня                 | →0        | Кузнецовское сельское поселение   |
| 5   | Авдотьино         | деревня                 | ↗64       | Чернопенское сельское поселение   |
| 6   | Аганино           | деревня                 | ↘57       | Шунгенское сельское поселение     |
| 7   | Акулово           | деревня                 | ↘10       | Кузнецовское сельское поселение   |
| 8   | Акулово           | деревня                 | ↗57       | Сущёвское сельское поселение      |
| 9   | Александрицино    | деревня                 | ↗6        | Кузьмищенское сельское поселение  |
| 10  | Алферицино        | деревня                 | ↘3        | Кузнецовское сельское поселение   |
| 11  | Апраксино         | посёлок                 | ↗1343     | Апраксинское сельское поселение   |
| 12  | Асташево          | деревня                 | ↗20       | Чернопенское сельское поселение   |
| 13  | Афанасово         | деревня                 | ↗29       | Кузнецовское сельское поселение   |
| 14  | Афёрово           | деревня                 | ↗416      | Шунгенское сельское поселение     |
| 15  | Бакшейка          | деревня                 | ↗102      | Бакшеевское сельское поселение    |
| 16  | Барское           | деревня                 | ↗2        | Сущёвское сельское поселение      |
| 17  | Башутино          | деревня                 | ↗155      | Кузьмищенское сельское поселение  |
| 18  | Бедрино           | деревня                 | ↗15       | Апраксинское сельское поселение   |
| 19  | Безгачево         | посёлок                 | ↗586      | Никольское сельское поселение     |
| 20  | Бельково          | деревня                 | →0        | Сущёвское сельское поселение      |
| 21  | Богатырёво        | деревня                 | →0        | Кузнецовское сельское поселение   |
| 22  | Болтаново         | деревня                 | ↘9        | Сущёвское сельское поселение      |
| 23  | Большое Безгачево | деревня                 | →23       | Никольское сельское поселение     |
| 24  | Борисиха          | деревня                 | ↗1        | Кузнецовское сельское поселение   |
| 25  | Борок             | деревня                 | ↗18       | Апраксинское сельское поселение   |
| 26  | Борщино           | деревня                 | ↘54       | Бакшеевское сельское поселение    |
| 27  | Бочкино           | деревня                 | ↗1        | Апраксинское сельское поселение   |
| 28  | Брино             | деревня                 | ↗8        | Кузьмищенское сельское поселение  |
| 29  | Бритоусово        | деревня                 | →0        | Кузнецовское сельское поселение   |
| 30  | Брыкотино         | деревня                 | ↗7        | Апраксинское сельское поселение   |
| 31  | Бугры             | деревня                 | ↘2        | Сандогорское сельское поселение   |
| 32  | Будихино          | деревня                 | ↗78       | Бакшеевское сельское поселение    |
| 33  | Бурнаково         | деревня                 | →0        | Кузнецовское сельское поселение   |
| 34  | Бурово            | деревня                 | ↘8        | Кузьмищенское сельское поселение  |
| 35  | Бычиха            | деревня                 | ↘164      | Кузнецовское сельское поселение   |
| 36  | Бычиха            | деревня                 | →0        | Чернопенское сельское поселение   |
| 37  | Бычиха-12         | посёлок                 | ↗189      | Кузнецовское сельское поселение   |
| 38  | Василёво          | деревня                 | ↗42       | Бакшеевское сельское поселение    |
| 39  | Василёво          | посёлок                 | ↗580      | Кузнецовское сельское поселение   |
| 40  | Веретенниково     | деревня                 | ↗3        | Кузнецовское сельское поселение   |
| 41  | Веригино          | деревня                 | ↗24       | Бакшеевское сельское поселение    |
| 42  | Воронино          | деревня                 | ↗80       | Самсоновское сельское поселение   |
| 43  | Глазово           | деревня                 | ↗57       | Никольское сельское поселение     |
| 44  | Горбовщина        | деревня                 | ↘7        | Кузнецовское сельское поселение   |
| 45  | Горинское         | деревня                 | ↗6        | Минское сельское поселение        |
| 46  | Горки             | деревня                 | ↗5        | Самсоновское сельское поселение   |
| 47  | Горки             | деревня                 | ↗1        | Сущёвское сельское поселение      |
| 48  | Городище          | деревня                 | ↗1        | Кузнецовское сельское поселение   |
| 49  | Гороженица        | деревня                 | →0        | Чернопенское сельское поселение   |
| 50  | Губачёво          | посёлок                 | ↗290      | Никольское сельское поселение     |
| 51  | Гуздырёво         | деревня                 | ↗12       | Апраксинское сельское поселение   |
| 52  | Давыдково         | деревня                 | ↘6        | Кузнецовское сельское поселение   |
| 53  | Дворищи           | деревня                 | ↗2        | Апраксинское сельское поселение   |
| 54  | Деменево          | деревня                 | ↗8        | Кузнецовское сельское поселение   |
| 55  | Денисово          | деревня                 | ↗107      | Апраксинское сельское поселение   |
| 56  | Деньгино          | деревня                 | ↗8        | Бакшеевское сельское поселение    |
| 57  | Дербино           | деревня                 | ↗9        | Бакшеевское сельское поселение    |
| 58  | Деревнищи         | деревня                 | ↗19       | Апраксинское сельское поселение   |
| 59  | Доманино          | деревня                 | →0        | Кузнецовское сельское поселение   |
| 60  | Дорожный          | посёлок                 | ↗38       | Никольское сельское поселение     |
| 61  | Дровинки          | деревня                 | ↘24       | Никольское сельское поселение     |
| 62  | Дровинки          | железнодорожная станция | ↗40       | Никольское сельское поселение     |
| 63  | Дьяконово         | деревня                 | ↗9        | Самсоновское сельское поселение   |
| 64  | Емельянка         | деревня                 | ↗36       | Бакшеевское сельское поселение    |
| 65  | Еремейцево        | деревня                 | ↘1        | Кузнецовское сельское поселение   |
| 66  | Ерёмкино          | деревня                 | →3        | Никольское сельское поселение     |
| 67  | Жданово           | деревня                 | ↗137      | Сущёвское сельское поселение      |
| 68  | Жилино            | деревня                 | →0        | Кузнецовское сельское поселение   |
| 69  | Жужелино          | деревня                 | ↗36       | Минское сельское поселение        |
| 70  | Задубье           | деревня                 | ↗20       | Середняковское сельское поселение |
| 71  | Залесье           | деревня                 | →0        | Минское сельское поселение        |
| 72  | Заозерье          | хутор                   | ↘4        | Сандогорское сельское поселение   |
| 73  | Заречье           | деревня                 | ↘100      | Бакшеевское сельское поселение    |
| 74  | Зарубино          | деревня                 | ↗89       | Бакшеевское сельское поселение    |
| 75  | Зарубино          | посёлок                 | ↘1422     | Бакшеевское сельское поселение    |
| 76  | Затишье           | хутор                   | →0        | Самсоновское сельское поселение   |
| 77  | Захарово          | деревня                 | ↘8        | Бакшеевское сельское поселение    |
| 78  | Захарово          | деревня                 | ↗27       | Шунгенское сельское поселение     |
| 79  | Злобино           | деревня                 | ↗32       | Бакшеевское сельское поселение    |
| 80  | Зубино            | деревня                 | ↘27       | Минское сельское поселение        |
| 81  | Ивакино           | деревня                 | ↗17       | Самсоновское сельское поселение   |
| 82  | Иванищево         | деревня                 | →8        | Сущёвское сельское поселение      |
| 83  | Иванниково        | деревня                 | ↗11       | Минское сельское поселение        |
| 84  | Иванниково        | село                    | ↗15       | Самсоновское сельское поселение   |
| 85  | Ильинское         | деревня                 | ↗9        | Апраксинское сельское поселение   |
| 86  | Ильинское         | село                    | ↗904      | Самсоновское сельское поселение   |
| 87  | Казанка           | деревня                 | →154      | Шунгенское сельское поселение     |
| 88  | Калинино          | деревня                 | ↗105      | Самсоновское сельское поселение   |
| 89  | Камень            | деревня                 | ↘4        | Кузьмищенское сельское поселение  |
| 90  | Караваево         | посёлок                 | ↘6857     | Караваевское сельское поселение   |
| 91  | Каримово          | деревня                 | ↗437      | Бакшеевское сельское поселение    |
| 92  | Каримово          | железнодорожная станция | ↘54       | Бакшеевское сельское поселение    |
| 93  | Карпово           | деревня                 | ↗28       | Чернопенское сельское поселение   |
| 94  | Карцево           | деревня                 | ↘23       | Апраксинское сельское поселение   |
| 95  | Кастилово         | деревня                 | ↗14       | Апраксинское сельское поселение   |
| 96  | Катино            | деревня                 | ↗50       | Минское сельское поселение        |
| 97  | Катково           | деревня                 | →0        | Кузнецовское сельское поселение   |
| 98  | Качалка           | деревня                 | ↗1        | Чернопенское сельское поселение   |
| 99  | Качалово          | деревня                 | ↘1        | Чернопенское сельское поселение   |
| 100 | Кирово            | посёлок                 | ↘90       | Никольское сельское поселение     |
| 101 | Китариха          | деревня                 | →0        | Апраксинское сельское поселение   |
| 102 | Клобушнево        | деревня                 | ↗22       | Бакшеевское сельское поселение    |
| 103 | Клюшниково        | деревня                 | ↗172      | Бакшеевское сельское поселение    |
| 104 | Козлищево         | деревня                 | ↗14       | Чернопенское сельское поселение   |
| 105 | Козлово           | деревня                 | ↘1        | Кузнецовское сельское поселение   |
| 106 | Козловы горы      | местечко                | ↘131      | Минское сельское поселение        |
| 107 | Колгора           | деревня                 | ↘9        | Сандогорское сельское поселение   |
| 108 | Колебино          | деревня                 | ↘41       | Шунгенское сельское поселение     |
| 109 | Колесово          | деревня                 | ↘9        | Сандогорское сельское поселение   |
| 110 | Колос             | местечко                | ↘87       | Минское сельское поселение        |
| 111 | Конино            | деревня                 | ↗8        | Бакшеевское сельское поселение    |
| 112 | Константиново     | деревня                 | ↗21       | Кузьмищенское сельское поселение  |
| 113 | Конюхово          | деревня                 | ↘18       | Бакшеевское сельское поселение    |
| 114 | Коркино           | деревня                 | ↗35       | Середняковское сельское поселение |
| 115 | Коростелёво       | деревня                 | →6        | Чернопенское сельское поселение   |
| 116 | Коряково          | деревня                 | ↘1249     | Бакшеевское сельское поселение    |
| 117 | Косино            | деревня                 | ↘11       | Бакшеевское сельское поселение    |
| 118 | Костенево         | село                    | ↗124      | Никольское сельское поселение     |
| 119 | Костеницыно       | деревня                 | ↘2        | Кузнецовское сельское поселение   |
| 120 | Котово            | деревня                 | ↗26       | Кузнецовское сельское поселение   |
| 121 | Которово          | деревня                 | ↘21       | Апраксинское сельское поселение   |
| 122 | Коточигово        | деревня                 | →0        | Кузнецовское сельское поселение   |
| 123 | Крутик            | посёлок                 | ↗110      | Минское сельское поселение        |
| 124 | Крутик            | деревня                 | ↗230      | Сущёвское сельское поселение      |
| 125 | Кстово            | деревня                 | →0        | Кузнецовское сельское поселение   |
| 126 | Кузнецово         | село                    | ↗371      | Кузнецовское сельское поселение   |
| 127 | Кузовцово         | деревня                 | ↗8        | Кузьмищенское сельское поселение  |
| 128 | Кузьминка         | деревня                 | ↗17       | Чернопенское сельское поселение   |
| 129 | Кузьмищи          | деревня                 | ↘667      | Кузьмищенское сельское поселение  |
| 130 | Куликово          | деревня                 | ↘82       | Минское сельское поселение        |
| 131 | Курочино          | деревня                 | ↗25       | Шунгенское сельское поселение     |
| 132 | Легково           | деревня                 | ↗23       | Апраксинское сельское поселение   |
| 133 | Лежнево           | деревня                 | ↗104      | Середняковское сельское поселение |
| 134 | Леоново           | деревня                 | ↗1        | Кузнецовское сельское поселение   |
| 135 | Лесной Бор        | кордон                  | →0        | Караваевское сельское поселение   |
| 136 | Ломки             | деревня                 | →0        | Кузнецовское сельское поселение   |
| 137 | Лунёво            | деревня                 | ↘104      | Чернопенское сельское поселение   |
| 138 | Лызлово           | деревня                 | ↗6        | Кузнецовское сельское поселение   |
| 139 | Лыщёво            | деревня                 | ↗23       | Чернопенское сельское поселение   |
| 140 | Любовниково       | деревня                 | ↘5        | Бакшеевское сельское поселение    |
| 141 | Малое Андрейково  | деревня                 | ↗33       | Караваевское сельское поселение   |
| 142 | Малое Безгачево   | деревня                 | ↘87       | Никольское сельское поселение     |
| 143 | Малый Борок       | деревня                 | ↗64       | Шунгенское сельское поселение     |
| 144 | Матвеево          | деревня                 | ↗3        | Кузнецовское сельское поселение   |
| 145 | Медениково        | деревня                 | ↗39       | Кузьмищенское сельское поселение  |
| 146 | Минское           | село                    | ↗1866     | Минское сельское поселение        |
| 147 | Мисково           | посёлок                 | ↗682      | Сандогорское сельское поселение   |
| 148 | Митенькино        | деревня                 | →4        | Кузнецовское сельское поселение   |
| 149 | Молодеево         | деревня                 | ↘37       | Кузьмищенское сельское поселение  |
| 150 | Молчаново         | деревня                 | →3        | Сандогорское сельское поселение   |
| 151 | Морковкино        | деревня                 | ↗7        | Никольское сельское поселение     |
| 152 | Мотово            | деревня                 | ↗33       | Кузнецовское сельское поселение   |
| 153 | Нажерово          | деревня                 | ↗95       | Минское сельское поселение        |
| 154 | Наумово           | деревня                 | ↗18       | Чернопенское сельское поселение   |
| 155 | Невежино          | деревня                 | ↘46       | Сущёвское сельское поселение      |
| 156 | Некрасово         | деревня                 | ↗523      | Шунгенское сельское поселение     |
| 157 | Никитино          | деревня                 | ↗10       | Апраксинское сельское поселение   |
| 158 | Никольское        | деревня                 | ↗6        | Кузнецовское сельское поселение   |
| 159 | Никольское        | посёлок                 | ↗4013     | Никольское сельское поселение     |
| 160 | Новинки           | деревня                 | ↗1        | Минское сельское поселение        |
| 161 | Новый             | посёлок                 | ↗109      | Кузнецовское сельское поселение   |
| 162 | Нукша             | деревня                 | ↗22       | Сандогорское сельское поселение   |
| 163 | Обломихино        | деревня                 | ↗82       | Самсоновское сельское поселение   |
| 164 | Орлово            | деревня                 | ↗19       | Сандогорское сельское поселение   |
| 165 | Палкино           | деревня                 | ↗36       | Бакшеевское сельское поселение    |
| 166 | Панино            | деревня                 | ↘2        | Кузьмищенское сельское поселение  |
| 167 | Панино            | деревня                 | ↗3        | Чернопенское сельское поселение   |
| 168 | Пасынково         | деревня                 | ↗36       | Шунгенское сельское поселение     |
| 169 | Паточного завода  | посёлок                 | ↗550      | Бакшеевское сельское поселение    |
| 170 | Пахомьево         | деревня                 | ↗4        | Чернопенское сельское поселение   |
| 171 | Пепелино          | деревня                 | ↗2        | Бакшеевское сельское поселение    |
| 172 | Песиково          | деревня                 | ↘73       | Никольское сельское поселение     |
| 173 | Песочное          | деревня                 | ↘89       | Бакшеевское сельское поселение    |
| 174 | Пестенька         | деревня                 | ↗30       | Сандогорское сельское поселение   |
| 175 | Пестрюнино        | деревня                 | →0        | Сущёвское сельское поселение      |
| 176 | Петрилово         | село                    | ↗613      | Шунгенское сельское поселение     |
| 177 | Повернихино       | деревня                 | →0        | Кузнецовское сельское поселение   |
| 178 | Погорелка         | деревня                 | ↗3        | Чернопенское сельское поселение   |
| 179 | Погорелки         | деревня                 | →0        | Кузнецовское сельское поселение   |
| 180 | Поддубное         | деревня                 | ↗58       | Караваевское сельское поселение   |
| 181 | Подолец           | деревня                 | ↘82       | Минское сельское поселение        |
| 182 | Подольново        | деревня                 | ↗2        | Кузнецовское сельское поселение   |
| 183 | Подольново        | деревня                 | ↘5        | Сандогорское сельское поселение   |
| 184 | Полевая           | деревня                 | ↗8        | Самсоновское сельское поселение   |
| 185 | Починниково       | деревня                 | ↗10       | Кузнецовское сельское поселение   |
| 186 | Починок-Чапков    | деревня                 | ↗26       | Сандогорское сельское поселение   |
| 187 | Прибрежный        | посёлок                 | ↗425      | Сущёвское сельское поселение      |
| 188 | Прошево           | деревня                 | →0        | Кузьмищенское сельское поселение  |
| 189 | Прудищи           | деревня                 | ↗5        | Кузьмищенское сельское поселение  |
| 190 | Пустошка          | деревня                 | ↘20       | Шунгенское сельское поселение     |
| 191 | Пустошки          | деревня                 | ↗51       | Никольское сельское поселение     |
| 192 | Пустынь           | деревня                 | ↘5        | Сандогорское сельское поселение   |
| 193 | Пушкино           | деревня                 | →0        | Минское сельское поселение        |
| 194 | Пьяньково         | деревня                 | ↗10       | Самсоновское сельское поселение   |
| 195 | Руболдино         | деревня                 | ↘43       | Минское сельское поселение        |
| 196 | Рудаково          | деревня                 | ↗15       | Никольское сельское поселение     |
| 197 | Рыбное            | посёлок                 | ↗3        | Бакшеевское сельское поселение    |
| 198 | Ряполово          | деревня                 | ↘1        | Кузнецовское сельское поселение   |
| 199 | Сабурка           | кордон                  | ↗2        | Середняковское сельское поселение |
| 200 | Самарганово       | деревня                 | ↗2        | Кузнецовское сельское поселение   |
| 201 | Саметь            | село                    | ↘688      | Шунгенское сельское поселение     |
| 202 | Самково           | деревня                 | ↘67       | Бакшеевское сельское поселение    |
| 203 | Самсонка          | деревня                 | ↗15       | Самсоновское сельское поселение   |
| 204 | Самычево          | деревня                 | →0        | Бакшеевское сельское поселение    |
| 205 | Сандогора         | село                    | ↗509      | Сандогорское сельское поселение   |
| 206 | Свотиново         | деревня                 | ↗9        | Чернопенское сельское поселение   |
| 207 | Сельцо            | деревня                 | ↗44       | Самсоновское сельское поселение   |
| 208 | Семёнково         | деревня                 | ↗28       | Караваевское сельское поселение   |
| 209 | Сендега           | железнодорожная станция | ↗74       | Никольское сельское поселение     |
| 210 | Сенцово           | деревня                 | ↗56       | Кузьмищенское сельское поселение  |
| 211 | Середняя          | деревня                 | ↘1229     | Середняковское сельское поселение |
| 212 | Серково           | деревня                 | ↗12       | Самсоновское сельское поселение   |
| 213 | Симаково          | деревня                 | ↗26       | Середняковское сельское поселение |
| 214 | Скоморохово       | деревня                 | ↗8        | Апраксинское сельское поселение   |
| 215 | Скородумки        | деревня                 | ↘5        | Бакшеевское сельское поселение    |
| 216 | Слобода           | деревня                 | →0        | Кузьмищенское сельское поселение  |
| 217 | Слободка          | деревня                 | ↗9        | Бакшеевское сельское поселение    |
| 218 | Солониково        | деревня                 | ↗13       | Апраксинское сельское поселение   |
| 219 | Софьино           | деревня                 | ↗2        | Кузнецовское сельское поселение   |
| 220 | Спас              | село                    | ↗7        | Шунгенское сельское поселение     |
| 221 | Спас-Бураки       | деревня                 | ↗27       | Кузнецовское сельское поселение   |
| 222 | Становщиково      | деревня                 | ↗71       | Минское сельское поселение        |
| 223 | Становщиково      | деревня                 | ↘86       | Середняковское сельское поселение |
| 224 | Степаново         | деревня                 | ↗10       | Кузнецовское сельское поселение   |
| 225 | Степково          | деревня                 | →0        | Кузнецовское сельское поселение   |
| 226 | Столбово          | деревня                 | ↗2        | Кузнецовское сельское поселение   |
| 227 | Стрелково         | деревня                 | →5        | Кузнецовское сельское поселение   |
| 228 | Стрельниково      | деревня                 | ↗501      | Шунгенское сельское поселение     |
| 229 | Стропеево         | деревня                 | ↗10       | Кузьмищенское сельское поселение  |
| 230 | Суконниково       | деревня                 | ↘24       | Никольское сельское поселение     |
| 231 | Сулятино          | деревня                 | ↗12       | Чернопенское сельское поселение   |
| 232 | Сухоногово        | деревня                 | ↘0        | Чернопенское сельское поселение   |
| 233 | Сухоногово        | посёлок                 | ↗1963     | Чернопенское сельское поселение   |
| 234 | Сухоруково        | деревня                 | →0        | Кузнецовское сельское поселение   |
| 235 | Сухоруково        | село                    | ↗19       | Кузнецовское сельское поселение   |
| 236 | Сущёво            | деревня                 | ↗1        | Чернопенское сельское поселение   |
| 237 | Сущёво            | село                    | ↗1445     | Сущёвское сельское поселение      |
| 238 | Таранино          | деревня                 | ↘23       | Никольское сельское поселение     |
| 239 | Татариново        | деревня                 | ↘5        | Никольское сельское поселение     |
| 240 | Тепра             | деревня                 | ↘109      | Шунгенское сельское поселение     |
| 241 | Терентьево        | деревня                 | ↗209      | Бакшеевское сельское поселение    |
| 242 | Терехово          | деревня                 | ↗1        | Апраксинское сельское поселение   |
| 243 | Тёткиш            | посёлок                 | →0        | Караваевское сельское поселение   |
| 244 | Тимонино          | деревня                 | ↘13       | Чернопенское сельское поселение   |
| 245 | Тихий уголок      | посёлок                 | ↘216      | Самсоновское сельское поселение   |
| 246 | Трифоныч          | посёлок                 | ↘71       | Самсоновское сельское поселение   |
| 247 | Турабьево         | деревня                 | ↗44       | Минское сельское поселение        |
| 248 | Убебиново         | деревня                 | ↗1        | Никольское сельское поселение     |
| 249 | Уварово           | деревня                 | ↘36       | Бакшеевское сельское поселение    |
| 250 | Ульянино          | деревня                 | →0        | Кузнецовское сельское поселение   |
| 251 | Фанерник          | посёлок                 | ↘1205     | Никольское сельское поселение     |
| 252 | Фатьянка          | деревня                 | →4        | Чернопенское сельское поселение   |
| 253 | Фёдорово          | деревня                 | ↗1        | Кузнецовское сельское поселение   |
| 254 | Фефелово          | деревня                 | ↗10       | Сандогорское сельское поселение   |
| 255 | Филино            | деревня                 | ↘18       | Бакшеевское сельское поселение    |
| 256 | Филино            | хутор                   | ↗95       | Бакшеевское сельское поселение    |
| 257 | Филиповка         | хутор                   | →0        | Самсоновское сельское поселение   |
| 258 | Филипцево         | посёлок                 | ↗142      | Никольское сельское поселение     |
| 259 | Фоминское         | село                    | ↗153      | Сандогорское сельское поселение   |
| 260 | Харино            | деревня                 | →0        | Кузнецовское сельское поселение   |
| 261 | Харино            | деревня                 | ↗54       | Никольское сельское поселение     |
| 262 | Холм              | деревня                 | ↗20       | Апраксинское сельское поселение   |
| 263 | Хорговино         | деревня                 | ↘1        | Никольское сельское поселение     |
| 264 | Царёво            | деревня                 | ↗21       | Апраксинское сельское поселение   |
| 265 | Черемховица       | деревня                 | ↗2        | Кузнецовское сельское поселение   |
| 266 | Чернопенье        | село                    | ↗109      | Чернопенское сельское поселение   |
| 267 | Чечулино          | деревня                 | ↗14       | Никольское сельское поселение     |
| 268 | Чижово            | деревня                 | ↘58       | Бакшеевское сельское поселение    |
| 269 | Шарыгино          | деревня                 | ↗1        | Сандогорское сельское поселение   |
| 270 | Шелково           | деревня                 | ↗13       | Кузнецовское сельское поселение   |
| 271 | Шемякино          | деревня                 | ↘33       | Шунгенское сельское поселение     |
| 272 | Шода              | деревня                 | ↘3        | Сандогорское сельское поселение   |
| 273 | Шувалово          | посёлок                 | ↗1266     | Сущёвское сельское поселение      |
| 274 | Шунга             | село                    | ↗1253     | Шунгенское сельское поселение     |
| 275 | Щетниково         | деревня                 | ↗182      | Никольское сельское поселение     |
| 276 | Юрьевка           | деревня                 | →0        | Чернопенское сельское поселение   |
| 277 | Юрьево            | деревня                 | ↗26       | Минское сельское поселение        |
| 278 | Яковлевское       | село                    | ↘613      | Шунгенское сельское поселение     |
| 279 | Ямково            | деревня                 | ↘67       | Сандогорское сельское поселение   |

## Экономика
Из предприятий Костромского района можно отметить:
- Волжская птицефабрика
- Шуваловская свинофабрика
- Комбинат «Высоковский»

Также в районе достаточно много лесничеств и лесопереработок.
Хорошо развито сельское хозяйство, особенно отрасль овощеводства и животноводства. Крестьянские (фермерские) хозяйства и ЛПХ занимают значительную часть в общем объёме сельскохозяйственного производства. На данных предприятиях применяются современные технологии производства. Одним из таких предприятий является фермерское хозяйство «Хорговино» (Никольское сельское поселение).

## Транспорт
Через район проходят железная дорога, автотрассы.
Плотность железных дорог — 24,1 км на 1000 км², автомобильных — 92,5 км на 1000 км². Через Костромскую область проходят автомобильные магистрали, соединяющие северо-западные направления России.

## Археология
В Костромском районе нашлась уникальная коллекция русских гармоней.
По сообщению региональной телекомпании «Русь» в 2015 году у села Спас на острове Вёжи в Костромском водохранилище была найдена берестяная грамота или заготовка. Также были найдены железные ножи, деревянная шумовка, пряслица, фрагменты глиняной керамики с языческим орнаментом. Каких-либо подтверждений находки берестяной грамоты с того времени так и не представлено. По всей видимости, за таковую был принят один из многочисленных берестяных поплавков. К юго-западу от юго-западного угла раскопа II, на юго-западном участке береговой линии острова Вёжи в 2015 году был найден чёрный прямоугольный камень с надписью XIV века, которую перевёл Алексей Алексеевич Гиппиус: «Это плашка Афанасия. А кто украл, тот пусть будет проклят».

## Достопримечательности
- Усадьба Богданово-Витово (1900-е гг., архитектор А. А. Галецкий).

## Личности
- В СССР шесть работниц племенного совхоза «Караваево» Костромского района были дважды удостоены звания Герой Социалистического Труда:[31].
  - Баркова, Ульяна Спиридоновна.
  - Грехова, Евдокия Исаевна.
  - Иванова, Лидия Павловна.
  - Нилова, Аграфена Васильевна.
  - Смирнова, Анна Ивановна.
  - Смирнова, Нина Апполинарьевна.
- Алексеев, Александр Иванович (1913—2001) — советский дипломат, Чрезвычайный и полномочный посол, сотрудник службы внешней разведки.
- Кулемин, Борис Николаевич (1924—1988) — Герой Советского Союза.
- Тузов, Николай Яковлевич (1919—1999) — лётчик, Герой Советского Союза.
- Цветков, Родион Васильевич (1913—2005) — советский военачальник, генерал-майор.
- Шабанов, Яков Фёдорович (1904—1956) — советский военный деятель, полковник (1943 год).